# Lettera d'amore alla Scozia
Lettera d'amore alla Scozia (Love over Scotland: a 44 Scotland Street Novel) è un romanzo di Alexander McCall Smith del 2000, il terzo della serie 44 Scotland Street.

## Trama
44 Scotland Street indica l'ingresso di un palazzo nel quale vivono diversi personaggi che incrociano le loro storie, a volte con risvolti umoristici. Una giovane studia all'università e si invaghisce di un coetaneo e, allo stesso tempo, lavora nella galleria di un uomo sensibile e un po' impacciato, innamorato di lei. Nel palazzo vive una famiglia con un bambino molto dotato ma che desidera una vita libera come tutti gli altri bambini e non costretto a seguire corsi e attività come vuole in particolare la madre. Gravitano attono alla casa un artista con un fedele cane, legato da una forte amicizia con una antropologa che parte per un viaggio. Tutte le storie sono legate tra loro, e la narrazione segue gli sviluppi ed i piccoli drammi personali.

## Alcune edizioni
- (EN) Alexander McCall Smith, Love over Scotland: a 44 Scotland Street Novel, London, Abacus, 2006, ISBN 9780349119717, OCLC 1142745259.
- (EN) Alexander McCall Smith, Love over Scotland, Toronto, ON Random House of Canada, 2006, ISBN 9780676978209, OCLC 678644336.
- (TR) Alexander McCall Smith, İskoçya'da aşk, İstanbul, Türkiye İş Bankası Kültür Yayınları, 2011, ISBN 9786053603184, OCLC 879451733.
- (ES) Alexander McCall Smith, Love over Scotland, New York, Anchor Books, 2007, ISBN 9780307275981, OCLC 920241791.
- Alexander McCall Smith, Lettera d'amore alla Scozia, Parma, Guanda, 2012, ISBN 9788860888617, OCLC 818296771.
- Alexander McCall Smith, Lettera d'amore alla Scozia: romanzo, Milano, Editori associati, 2014, ISBN 9788850233625, OCLC 1153183591.